# Shintotsukawa, Hokkaidō
Shintotsukawa (新十津川町 Shintotsukawa-chō) là thị trấn thuộc huyện Kabato, phó tỉnh Sorachi, Hokkaidō, Nhật Bản. Tính đến ngày 1 tháng 10 năm 2020, dân số ước tính thị trấn là 6.484 người và mật độ dân số là 13 người/km2. Tổng diện tích thị trấn là 495,62 km2.

## Địa lý

### Khí hậu
| Dữ liệu khí hậu của Yoshino, Shintotsukawa | Dữ liệu khí hậu của Yoshino, Shintotsukawa | Dữ liệu khí hậu của Yoshino, Shintotsukawa | Dữ liệu khí hậu của Yoshino, Shintotsukawa | Dữ liệu khí hậu của Yoshino, Shintotsukawa | Dữ liệu khí hậu của Yoshino, Shintotsukawa | Dữ liệu khí hậu của Yoshino, Shintotsukawa | Dữ liệu khí hậu của Yoshino, Shintotsukawa | Dữ liệu khí hậu của Yoshino, Shintotsukawa | Dữ liệu khí hậu của Yoshino, Shintotsukawa | Dữ liệu khí hậu của Yoshino, Shintotsukawa | Dữ liệu khí hậu của Yoshino, Shintotsukawa | Dữ liệu khí hậu của Yoshino, Shintotsukawa | Dữ liệu khí hậu của Yoshino, Shintotsukawa |
| Tháng                                      | 1                                          | 2                                          | 3                                          | 4                                          | 5                                          | 6                                          | 7                                          | 8                                          | 9                                          | 10                                         | 11                                         | 12                                         | Năm                                        |
| ------------------------------------------ | ------------------------------------------ | ------------------------------------------ | ------------------------------------------ | ------------------------------------------ | ------------------------------------------ | ------------------------------------------ | ------------------------------------------ | ------------------------------------------ | ------------------------------------------ | ------------------------------------------ | ------------------------------------------ | ------------------------------------------ | ------------------------------------------ |
| Cao kỉ lục °C (°F)                         | 8.8 (47.8)                                 | 9.6 (49.3)                                 | 14.6 (58.3)                                | 25.2 (77.4)                                | 32.9 (91.2)                                | 34.3 (93.7)                                | 36.3 (97.3)                                | 36.8 (98.2)                                | 32.5 (90.5)                                | 26.7 (80.1)                                | 20.1 (68.2)                                | 13.0 (55.4)                                | 36.8 (98.2)                                |
| Trung bình ngày tối đa °C (°F)             | −2.6 (27.3)                                | −1.5 (29.3)                                | 2.8 (37.0)                                 | 9.7 (49.5)                                 | 17.6 (63.7)                                | 22.0 (71.6)                                | 25.6 (78.1)                                | 25.9 (78.6)                                | 21.8 (71.2)                                | 14.9 (58.8)                                | 6.5 (43.7)                                 | −0.5 (31.1)                                | 11.9 (53.4)                                |
| Trung bình ngày °C (°F)                    | −7.0 (19.4)                                | −6.3 (20.7)                                | −1.9 (28.6)                                | 4.2 (39.6)                                 | 11.1 (52.0)                                | 15.9 (60.6)                                | 19.9 (67.8)                                | 20.4 (68.7)                                | 15.7 (60.3)                                | 8.9 (48.0)                                 | 2.2 (36.0)                                 | −4.3 (24.3)                                | 6.6 (43.9)                                 |
| Tối thiểu trung bình ngày °C (°F)          | −12.6 (9.3)                                | −12.5 (9.5)                                | −7.7 (18.1)                                | −1.5 (29.3)                                | 4.6 (40.3)                                 | 10.5 (50.9)                                | 15.3 (59.5)                                | 15.6 (60.1)                                | 10.2 (50.4)                                | 3.4 (38.1)                                 | −1.9 (28.6)                                | −8.8 (16.2)                                | 1.2 (34.2)                                 |
| Thấp kỉ lục °C (°F)                        | −30.2 (−22.4)                              | −27.2 (−17.0)                              | −26.9 (−16.4)                              | −12.3 (9.9)                                | −3.5 (25.7)                                | 0.1 (32.2)                                 | 5.3 (41.5)                                 | 5.5 (41.9)                                 | −0.1 (31.8)                                | −4.7 (23.5)                                | −14.8 (5.4)                                | −28.3 (−18.9)                              | −30.2 (−22.4)                              |
| Lượng Giáng thủy trung bình mm (inches)    | 151.7 (5.97)                               | 114.6 (4.51)                               | 101.4 (3.99)                               | 69.6 (2.74)                                | 85.1 (3.35)                                | 67.8 (2.67)                                | 137.6 (5.42)                               | 163.7 (6.44)                               | 176.0 (6.93)                               | 165.0 (6.50)                               | 192.8 (7.59)                               | 186.9 (7.36)                               | 1.608,7 (63.33)                            |
| Số ngày giáng thủy trung bình (≥ 1.0 mm)   | 23.9                                       | 19.8                                       | 17.7                                       | 12.8                                       | 11.4                                       | 9.3                                        | 11.1                                       | 11.6                                       | 13.7                                       | 16.7                                       | 20.8                                       | 24.0                                       | 193.0                                      |
| Số giờ nắng trung bình tháng               | 56.3                                       | 66.9                                       | 117.8                                      | 164.9                                      | 197.4                                      | 165.6                                      | 156.4                                      | 153.3                                      | 155.1                                      | 126.8                                      | 61.4                                       | 39.5                                       | 1.463,3                                    |
| Nguồn 1: Cục Khí tượng Nhật Bản            |                                            |                                            |                                            |                                            |                                            |                                            |                                            |                                            |                                            |                                            |                                            |                                            |                                            |
| Nguồn 2: Cục Khí tượng Nhật Bản            |                                            |                                            |                                            |                                            |                                            |                                            |                                            |                                            |                                            |                                            |                                            |                                            |                                            |